# Florian Halm
Florian Halm (* 3. Januar 1964 in München) ist ein deutscher Schauspieler und Synchronsprecher. Er ist unter anderem auch die deutsche Feststimme von Jude Law, Sean Combs und Colin Farrell, sowie gelegentlich die von Johnny Knoxville und Skeet Ulrich.

## Leben und Karriere
Bereits als 9-Jähriger sprach er 1973 den Jim Knopf in der von Anke Beckert produzierten zweiteiligen Hörspielserie Jim Knopf und die Wilde 13 nach dem Buch von Michael Ende. Daneben wirkte er zur gleichen Zeit in den Pumuckl-Hörspielen mit. Für das Fernsehen lieh er seine Stimme der Hauptfigur der Zeichentrick- und Hörspielserie Wickie und die starken Männer.
1975 wirkte er zusammen mit seinem Bruder, Martin Halm, in einem weiteren Michael-Ende-Hörspiel mit, dem Dreiteiler Momo, produziert von Anke Beckert-Stamm (Regie: Heinz-Günter Stamm).
Für das Kino synchronisierte er u. a. Johnny Depp, Jude Law, Ben Stiller, Adam Rodriguez, Adam Sandler, Christian Slater, Matthew Broderick, Skeet Ulrich, Colin Farrell, Joseph Gordon-Levitt, Johnny Knoxville (z. B. in Jackass: The Movie) und Ohngesicht.
Im Fernsehen synchronisierte er u. a. im japanischen Anime One Piece die Rolle des Tony Chopper (bis einschließlich Folge 262) und in InuYasha die Rolle des Miroku. In CSI: Miami war er als Eric „Delko“ Delektorsky zu hören. Ebenfalls bekannt ist seine Stimme für die Synchronisation von Ensign Travis Mayweather in Star Trek: Enterprise, Scott Trakker in der Zeichentrickserie M.A.S.K., sowie von Fireball in der Zeichentrickserie Saber Rider. Außerdem leiht er Castiel (Misha Collins) in der Serie Supernatural seine Stimme.
Des Weiteren spricht Halm, in der deutschen Fassung des 2013 erschienenen Anime Attack on Titan, die Rolle des Levi Ackerman.
Florian Halm war mit der Synchronsprecherin Alexandra Ludwig verheiratet.

## Synchronrollen (Auswahl)
Casey Kasem
- 2003: Scooby–Doo und das Monster von Mexico als Shaggy
- 2008: Scooby–Doo und der Koboldkönig als Shaggy

Colin Farrell
- 2000: Tigerland als Privat Roland Bozz
- 2002: Minority Report als Det. Danny Witwer
- 2002: Nicht auflegen! als Stu Shepard
- 2003: Daredevil als Bullseye
- 2003: S.W.A.T. – Die Spezialeinheit als Jim Street
- 2006: Ask the Dust als Arturo Bandini
- 2006: Miami Vice als Detective James „Sonny“ Crockett
- 2007: Cassandras Traum als Terry
- 2008: Brügge sehen... und sterben? als Ray
- 2008: Das Gesetz der Ehre als Jimmy Eagan
- 2009: Crazy Heart als Tommy Sweet
- 2009: Ondine – Das Mädchen aus dem Meer als Syracuse
- 2010: London Boulevard als Mitchel
- 2010: The Way Back als Valka
- 2011: Fright Night als Jerry Dandrige
- 2012: Total Recall als Douglas Quaid/Hauser
- 2013: Dead Man Down als Victor
- 2013: Saving Mr. Banks als Travers Goff
- 2015: The Lobster als David
- 2015: Die Vorsehung als Charles Ambrose
- 2016: Phantastische Tierwesen und wo sie zu finden sind als Percival Graves
- 2017: Die Verführten als Corporal McBurney
- 2017: Roman J. Israel, Esq. – Die Wahrheit und nichts als die Wahrheit als George Pierce
- 2018: Widows – Tödliche Witwen als Jack Mulligan
- 2019: Dumbo als Holt Farrier
- 2020: The Gentlemen als Coach
- 2020: Code Ava – Trained To Kill als Simon
- 2022: Dreizehn Leben als John Volanthen
- 2022: The Batman als Oz Cobb / Der Pinguin
- 2024: The Penguin als Oz Cobb / Der Pinguin

Johnny Knoxville
- 2005: Ein Duke kommt selten allein als Luke Duke
- 2013: Jackass: Bad Grandpa als Irving Zisman
- 2016: Skiptrace als Connor Watts

Jude Law
- 1998: Die Weisheit der Krokodile als Steven Grlscz
- 1999: eXistenZ als Ted Pikul
- 1999: Der talentierte Mr. Ripley als Dickie Greenleaf
- 2001: Duell – Enemy at the Gates als Vassilij Grigorjevich Zaitzev
- 2002: Road to Perdition als Harlen Maguire
- 2004: Alfie als Alfie Elkins
- 2004: Hautnah als Dan
- 2004: Sky Captain and the World of Tomorrow als Sky Captain
- 2006: Liebe braucht keine Ferien als Graham
- 2006: Das Spiel der Macht als Jack Burden
- 2007: Final Cut als Jude
- 2007: 1 Mord für 2 als Milo Tindle
- 2007: My Blueberry Nights als Jeremy
- 2009: Sherlock Holmes als Dr. John Watson
- 2010: Repo Men als Remy
- 2011: Sherlock Holmes – Spiel im Schatten als Dr. John Watson
- 2012: Anna Karenina als Karenin
- 2013: Dom Hemingway als Dom Hemingway
- 2013: Side Effects – Tödliche Nebenwirkungen als Dr. Jonathan Banks
- 2014: Black Sea als Captain Robinson
- 2015: Spy: Susan Cooper Undercover als Bradley Fine
- 2016: Genius – Die tausend Seiten einer Freundschaft als Thomas Wolfe
- 2016: The Young Pope (Fernsehserie) als Papst Pius XIII.
- 2017: King Arthur: Legend of the Sword als Vortigern
- 2019: Captain Marvel als Yon-Rogg
- seit 2024: Star Wars: Skeleton Crew (Fernsehserie) als Jod Na Nawood

Skeet Ulrich
- 1996: Scream – Schrei! als Billy Loomis
- 1997: Touch – Der Typ mit den magischen Händen als Juvenal
- 2014: 50 zu 1 als Chip Woolley
- 2022: Scream als Billy Loomis
- 2023: Scream VI als Billy Loomis

Stephen Dorff
- 2002: Riders – Die Cops im Nacken als Slim
- 2003: Cold Creek Manor – Das Haus am Fluss als Dale Massie
- 2008: Felon als Wade Porter
- 2010: Somewhere als Johnny Marco
- 2011: Bucky Larson: Born to Be a Star als Dick Shadow
- 2011: Krieg der Götter als Stavros
- 2012: Brake als Jeremy Reins

Tracy Morgan
- 2008: First Sunday als LeeJohn
- 2017: Fist Fight als Coach Crawford

### Filme
- 1996: Prinzessin Fantaghirò V – Luca Venantini als Aries
- 1999: Die neun Pforten – Johnny Depp als Dean Corso
- 2003: Final Destination 2 - Michael Landes als Officer Thomas Burke
- 2004: I, Robot – Alan Tudyk als Robot Sonny
- 2005: Back in the Day – Ja Rule als Reggie
- 2005: Sin City – Nicky Katt als Stuka
- 2005: XXx 2 – The Next Level – Xzibit als Zeke
- 2009: Fast & Furious – Neues Modell. Originalteile. – John Ortiz als Campos/Arturo Braga
- 2009: (500) Days of Summer – Joseph Gordon-Levitt als Tom Hansen
- 2011: Fast & Furious Five – Carlos Sanchez als Spurensicherer
- 2011: Happy New Year – Common als Aimees Mann
- 2012: Der Lorax – Ed Helms als Der Once–ler (Sprache)
- 2012: Men in Black 3 als Agent K (jung)
- 2013: The Counselor – Goran Višnjić als Eskorte
- 2013: Thor – The Dark Kingdom – Tadanobu Asano als Hogun
- 2014: A Most Violent Year – Oscar Isaac als Abel Morales
- 2014: About Last Night – Adam Rodriguez als Steven Thaler
- 2014: Need for Speed – Alan Pflueger als Flying Hawaiian
- 2015: Mune － Der Wächter des Mondes － Sam Vincent als Mox
- 2016: Zoomania – Jason Bateman als Nick Wilde
- 2016: Rogue One: A Star Wars Story – Alan Tudyk als K–2SO
- 2017: Thor: Tag der Entscheidung – Tadanobu Asano als Hogun
- 2019: Aladdin – Marwan Kenzari als Dschafar
- 2020: Wonder Woman 1984 – Pedro Pascal als Maxwell Lord
- 2021: Oxygen – Mathieu Amalric als MILO
- 2023: Five Nights at Freddy’s - Matthew Lillard als Steve Raglan / William Afton

### Serien
- 1974–1976: Wickie und die starken Männer als Wickie
- 1983–1987: Saber Rider and the Star Sheriffs als „Fireball“
- 1998–2006, 2017–2020: Will & Grace – Eric McCormack als Will Truman
- 2002–2012: CSI: Miami – Adam Rodriguez als Eric Delko
- 2003–2006: One Piece – Ikue Ōtani als Tony Chopper
- 2003–2013: Inu Yasha – Motoki Takagi als Miroku (jung)
- 2008–2012: Die Pinguine aus Madagascar – John DiMaggio als Lars
- 2009–2010: Ugly Betty – Adam Rodriguez als Bobby Talercio
- 2009–2015: Parks and Recreation – Rob Lowe als „Chris Traeger“
- 2009–2021: Supernatural – Misha Collins als Castiel
- 2010: Desperate Housewives – John Barrowman als Patrick Logan
- 2010: Psych – Adam Rodriguez als Tommy Nix
- 2010: Vampire Diaries – Robert Pralgo als Bürgermeister Charles Lockwood
- 2012: Dr. Dani Santino – Spiel des Lebens – Adam Rodriguez als Edmund Gonzales
- 2012–2015: Perception – Eric McCormack als Daniel Pierce
- 2015–2020 Blindspot als Matthew Weitz
- 2015: The Night Shift – Adam Rodriguez als Dr. Joey Chavez
- 2016–2023: Attack on Titan – Hiroshi Kamiya als Levi
- 2016–2018: Travelers  – Eric McCormack als Grant MacLaren
- 2017: American Gods – Orlando Jones als Mr. Nancy
- seit 2017: Criminal Minds – Adam Rodriguez als Luke Alvez
- 2018–2021: The Hunter – Francesco Foti als Carlo Mazza
- 2021: What If…? – David Chen als Hodun
- 2022–2024: Navy CIS: Hawaiʻi für Jason Antoon als Ernie Malik
- seit 2024: Hazbin Hotel als Vox
- 2024–2025: Squid Game als Black Officer

### Videospiele
- 2015: Lego Dimensions als Shaggy

## Hörbücher
- 2013 (Audible): Graham Brown: Eden Prophecy
- 2013: Ivar Leon Menger: Darkside Park (1 Folge)
- 2019: Anke Albrecht: Dumbo (Romanadaption), der Hörverlag, ISBN 978-3-8445-3295-1